# USS Dale (DD-4)
USS Barry (DD-2) – amerykański niszczyciel typu Bainbridge z okresu I wojny światowej. Należał do pierwszych niszczycieli US Navy.

## Historia
Wodowanie budowanego w  stoczni William R. Trigg Company w Richmond niszczyciela miało miejsce 24 lipca 1900. Wszedł służby 13 lutego 1903. Pierwszym dowódcą okrętu został późniejszy admirał Harry E. Yarnell. Okręt został przydzielony do 1 Flotylli Torpedowej Floty Północnego Atlantyku i w jej ramach brał udział w ćwiczeniach mających doskonalić taktykę użycia nowego typu okrętów. 17 sierpnia 1903 w Nowym Jorku brał udział w uroczystym przeglądzie floty, który odbywał się w obecności prezydenta Stanów Zjednoczonych Theodore Roosevelta. W grudniu 1903 wraz z okrętami 1 Flotylli Torpedowej towarzyszył krążownikowi USS "Buffalo" w drodze do Filipin. Trasa podróży biegła przez Morze Śródziemne i Kanał Sueski. Po dotarciu do celu 14 kwietnia 1904, "Dale" operował na wodach Chin a następnie został wycofany ze służby 5 grudnia 1905. Ponownie wszedł do służby 10 lipca 1907. Przez kolejne 10 lat operując w ramach Floty Pacyfiku regularnie odwiedzał w chińskie i japońskie porty a także brał udział w ćwiczeniach i manewrach.
Po przystąpieniu Stanów Zjednoczonych do I wojny światowej rozpoczął patrolowanie wód Zatoki Manilskiej. 1 czerwca 1917 udał się na wody europejskie, gdzie dołączył do amerykańskiej Eskadry Patrolowej stacjonującej w Gibraltarze. Do końca wojny uczestniczył w eskortowaniu konwojów we wschodniej części Morza Śródziemnego. 8 grudnia 1918 opuścił Gibraltar i udał się w podróż do Stanów Zjednoczonych, gdzie został wycofany ze służby 12 stycznia 1919. W 1920 został sprzedany na złom.